# Orbea knobelii
Orbea knobelii är en oleanderväxtart som först beskrevs av Edwin Percy Phillips, och fick sitt nu gällande namn av P.V. Bruyns. Orbea knobelii ingår i släktet Orbea och familjen oleanderväxter. Inga underarter finns listade i Catalogue of Life.